# Třída Danton
Třída Danton byla třída predreadnoughtů francouzského námořnictva. Celkem bylo postaveno šest jednotek této třídy. Ve službě byly v letech 1911–1927. Jelikož rok před zahájení stavby této třídy byla ve Velké Británii dokončena kvalitativně zcela nově řešená bitevní loď HMS Dreadnought, byla třída Danton koncepčně zastaralá ještě před tím, než její stavba vůbec začala.

## Stavba
V letech 1907–1911 bylo postaveno šest jednotek této třídy, pojmenovaných Condorcet, Danton, Diderot, Mirabeau, Vergniaud a Voltaire.
Jednotky třídy Danton:
| Jméno     | Loděnice                               | Založení kýlu | Spuštěna | Vstup do služby   | Stav |
| --------- | -------------------------------------- | ------------- | -------- | ----------------- | --- |
| Condorcet | Ateliers et Chantiers de la Loire      | 1907          | 1909     | 25. července 1911 | Od ledna 1927 cvičná loď. Vyřazena 1931. Sloužila jako plovoucí kasárna. Potopena 1942.                             |
| Danton    | Arsenal de Brest                       | 1906          | 1909     | 1. června 1911    | Dne 19. března 1917 u Sardinie potopena torpédem německé ponorky SM U 64                                            |
| Diderot   | Ateliers et Chantiers de la Loire      | 1907          | 1909     | 1. srpna 1911     | Od ledna 1927 cvičná loď. Sešrotována 1937.                                                                         |
| Mirabeau  | Arsenal de Lorient                     | 1908          | 1909     | 1. srpna 1911     | Dne 13. února 1919 v bouři ztroskotala na Krymu, neopravena. Roku 1921 upravena na cvičný cíl. Později sešrotována. |
| Vergniaud | Chantiers de la Gironde                | 1908          | 1910     | 22. září 1911     | Dne 13. února 1919 v bouři ztroskotala na Krymu. Roku 1921 upravena na cvičný cíl. Později sešrotována.             |
| Voltaire  | Forges et Chantiers de la Méditerranée | 1907          | 1909     | 1. srpna 1911     | Vyřazena 1935. Sešrotována.                                                                                         |

## Konstrukce

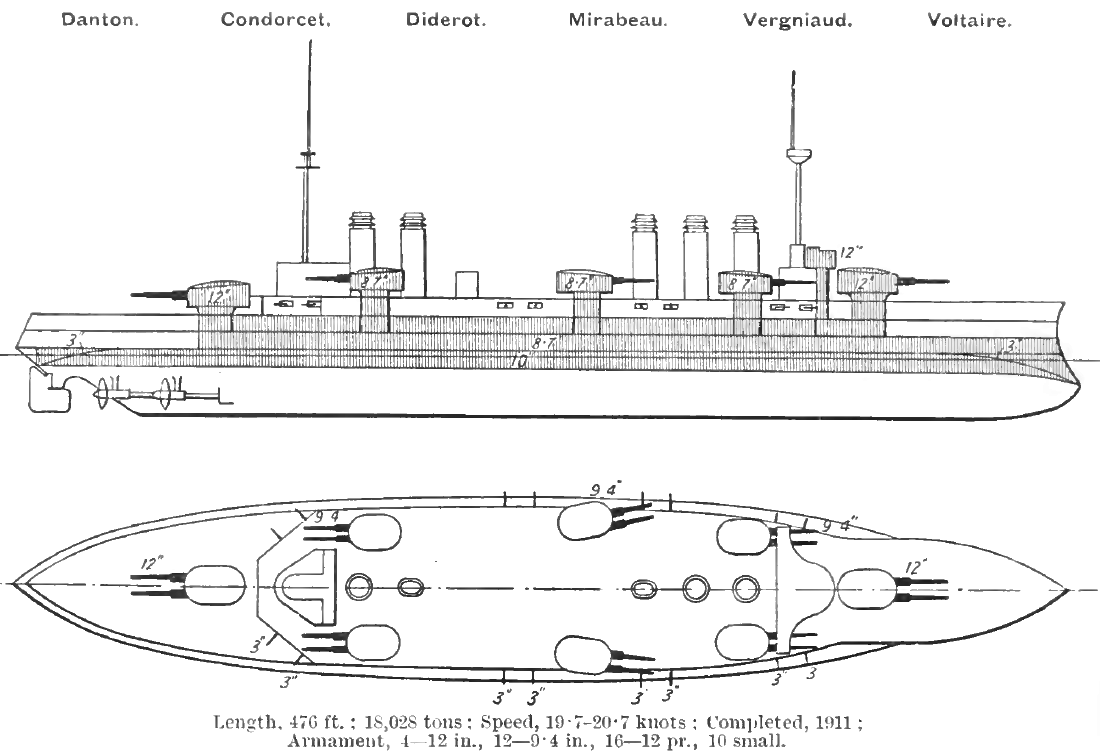
Základní uspořádání třídy

Třída měla ve své době častou smíšenou výzbroj čtyř 305mm kanónů ve dvou dělových věžích, které doplňovalo dvanáct 240mm kanónů v šesti dvoudělových věžích, umístěných po stranách nástavby.

## Služba

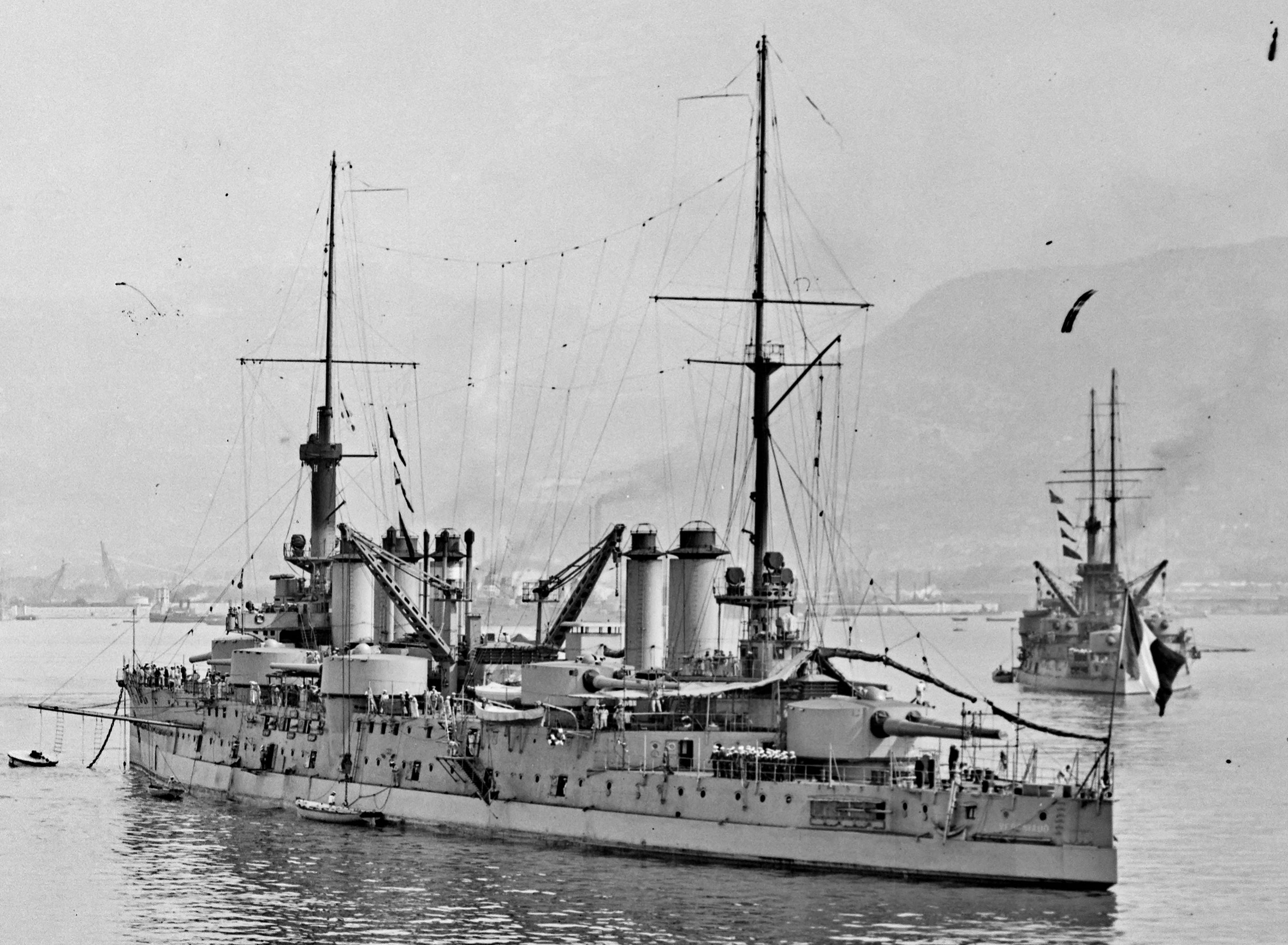
Vergniaud

Všechny lodě se účastnily první světové války a některé z nich v rámci intervence sil Dohody v Ruské občanské válce operovaly v Černém moři proti Bolševikům. Mirabeau v roce 1919 poblíž Krymu najel na skaliska a byl těžce poškozen (po opravě dosloužil jako cvičný cíl).
Condorcet byl vyřazen v roce 1931, sloužil jako cvičný cíl a byl nakonec 27. listopadu 1942 potopen v Toulonu vlastní osádkou. Danton potopila 19. března 1917 u Sardinie německá ponorka U-64. Diderot byl sešrotován v roce 1937. Vergniaud  byl vyřazen v roce 1921 a nadále sloužil jako cvičný cíl. Voltaire byl vyřazen v roce 1935 a sešrotován v roce 1939.